# PHONON2550 LIVE
『PHONON2550 LIVE』（フォノンにせんごひゃくごじゅうライブ）は、日本のミュージシャン、平沢進の2枚目のライブ・アルバム。

## 解説
- 2007年3月に行われたライブ「PHONON 2550」の模様を収録している。ライブCDが発売されるのは1990年発売の『error CD』から約18年ぶりである。
- このCDから約6か月後に発売されたDVD「PHONON2550 VISION」とは収録曲が異なっており、「フローズンビーチ」「AURORA3」などが収録されていない。

## 収録曲
1. 嵐の海 - Stormy Sea
2014年発売「導入のマジック」に同じ音源が収録された。
2. 帆船108 - Sailing Ship 108
3. サイボーグ - CYBORG
「タイバージョン」となっており、タイ語コーラス（คนงามภูพานという台湾民謡である「高山青」のタイ語カバー曲）はボーカロイド「MEIKO」が使われている。
4. 時間の西方 - The Westward of Time
5. 白虎野の娘 - The Girl in Byakkoya - White Tiger Field
6. ルベド(赤化) - Rubedo (Reddening)
7. 死のない男 - Immortal Man
8. ナーシサス次元から来た人 - THE MAN FROM NARCISSUS SPACE
9. 生まれなかった都市 - The Stillborn City
10. 万象の奇夜 - STRANGE NIGHT OF THE OMNIFICENCE
11. 救済の技法 - TECHNIQUE OF RELIEF
12. ハルディン・ホテル - Haldyn Hotel
1995年のライブツアー「SIMCITY TOUR」以降、SP-2のコーラスが追加された「タイバージョン」が歌われていたが、約12年ぶりにオリジナルバージョンで歌われている。
13. TOWN-0 PHASE-5
14. QUIT
AMIGAのSAYコマンドによるナレーションと、アウトロの笑い声がカットされている。
この曲でTALBOを使用した際、音が細いことに気付いた平沢はモズライトを購入。後に「可視海」で使用された。